# Кубаровська волость
Кубаровська волость — історична адміністративно-територіальна одиниця Духовщинського повіту Смоленської губернії з центром у селі Кубарово.
Станом на 1885 рік складалася з 55 поселень, 30 сільських громад. Населення — 5135 осіб (2516 чоловічої статі та 2619 — жіночої), 665 дворових господарств.
|                     | Площа, десятин | У тому числі орної, дес. |
| ------------------- | -------------- | ------------------------ |
| Сільських громад    | 9976           | 3372                     |
| Приватної власності | 10049          | 1100                     |
| Іншої власності     | 117            | 66                       |
| Загалом             | 20142          | 4487                     |

Найбільші поселення волості станом на 1885:
- Кубарово — колишнє власницьке село за 17 верст від повітового міста, 145 осіб, 20 дворів, православна церква, школа, водяний млин, щорічний ярмарок. За 4 версти — православна церква, 2 ярмарки на рік. За 5 верст — православна церква, каплиця, шинок[2].